# Acacia baileyana
Acacia baileyana é uma espécie de leguminosa do gênero Acacia, pertencente à família Fabaceae.